# Carl Christoph Bernoulli

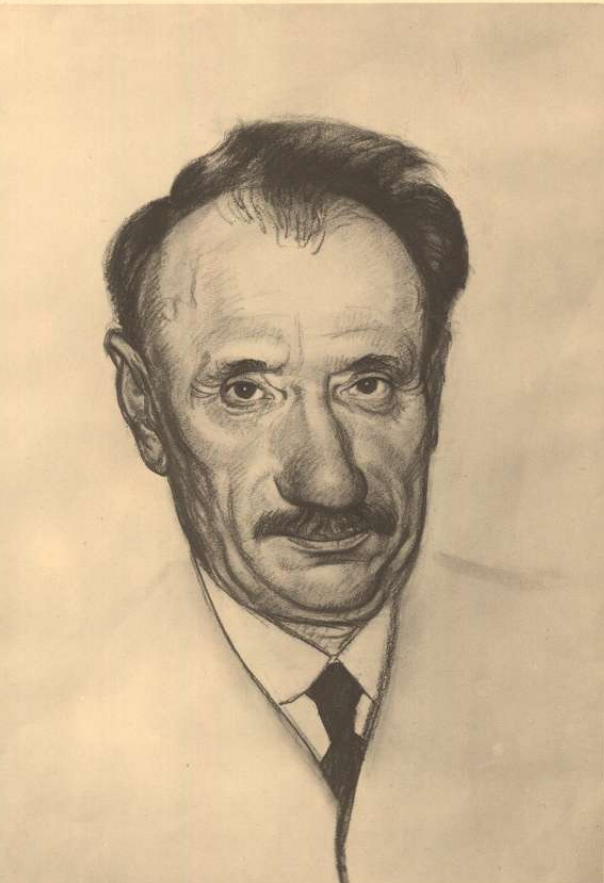
Carl Christoph Bernoulli

Carl Christoph Bernoulli (* 21. Februar 1861 in Basel; † 20. Januar 1923 ebenda) war ein Schweizer Bibliothekar.

## Leben
Bernoulli entstammte der Gelehrtenfamilie Bernoulli. An der Universität Basel studierte er Altphilologie und Geschichte. Später wechselte er mit den gleichen Fächern an die Universität Göttingen und beendete sein Studium an der Universität Berlin. Mit 24 Jahren bekam er eine Anstellung als wissenschaftlicher Assistent an der Universitätsbibliothek Basel und avancierte dort 1891 zum Oberbibliothekar. Unter seiner Leitung erhielt die Bibliothek ein eigenes, neues Gebäude, er organisierte den Umzug, und schon 1914 machte das gewaltige Wachstum der Bestände eine erste Erweiterung des Büchermagazins nötig. 1897 betraute man Bernoulli mit der Leitung der Vereinigung schweizerischer Bibliothekare. Ab demselben Jahr fungierte er auch als Herausgeber des «Jahresverzeichnisses der schweizerischen Hochschulschriften». Diese Ämter hatte er fast bis an sein Lebensende inne.
Carl Christoph Bernoulli wird als geselliger, stets hilfsbereiter Mensch und Beamter geschildert, auch war er ein hoch begabter Musiker, vor allem ein glänzender Geiger. Schon seine Mitstudenten nannten ihn "Spohr", und der Musikabteilung der Bibliothek galt seine besondere Förderung. Hervorgehoben wird auch Bernoullis praktischer Sinn. Im Militär war er zuletzt Oberst.
Im Alter von 62 Jahren starb Carl Christoph Bernoulli am 20. Januar 1923 in Basel.

## Schriften
- Über unsere alten Klosterbibliotheken, in: Basler Jahrbuch 1895, S. 79–91.
- mit Paul Heitz: Basler Büchermarken bis zum Anfang des 17. Jahrhunderts, Strassburg 1895
- Geistliches Leben und Buchdruck in Basel am Ende des XV. Jahrhunderts (1901)
- Die Schlacht bei Friedlingen am 14. Oktober 1702. In: Basler Zeitschrift für Geschichte und Altertumskunde, Bd. 2, 1903, S. 1–33. (Digitalisat)
- Die Incunabeln des Basler Staatsarchivs. In: Basler Zeitschrift für Geschichte und Altertumskunde, Bd. 9, 1910, S. 77–94. (doi:10.5169/seals-112184)